# Lis Beyer-Volger
Elisabeth „Lis“ Beyer-Volger (* 27. August 1906 als Elisabeth Wilhelmine Karoline Beyer in Hamburg; † 28. Oktober 1973 in Süchteln) war eine deutsche Textildesignerin, Weberin und Grafikerin. Sie wurde ab 1923 am Bauhaus ausgebildet und entwickelte ab Mitte der 1920er Jahre Stoffmuster und Kleidungsstücke. Im Jahr 1928 entwarf sie eines der wenigen Kleidungsstücke am Bauhaus, das kurze Bauhaus-Kleid im Etuistil.

## Leben und Werk
Elisabeth „Lis“ Beyer begann nach ihrem Schulabschluss 1923 ein Studium am Bauhaus in Weimar. Sie absolvierte zunächst den Vorkurs bei Johannes Itten. Sie besuchte in Weimar Unterrichtskurse bei Wassily Kandinsky und Paul Klee. In der Werkstatt für Weberei am Bauhaus wurde sie ab Ende 1923 von Georg Muche und der Handwerksmeisterin Helene Börner unterrichtet. 1925 ging sie nach Dessau und setzte ihre Ausbildung bei Gunta Stölzl fort. Neben ihrer handwerklichen Ausbildung beteiligte sich Lis Beyer auch an den künstlerischen Aktivitäten des Bauhauses. In Oskar Schlemmers Theateraufführungen und Bauhausfesten wirkte sie als Sängerin und Tänzerin mit und fertigte Bühnenkostüme an. Vielen Bauhaus-Fotografen, unter anderem T. Lux Feininger, Lotte Beese und Margit Kallin diente sie als Fotomodell.
Am 5. März 1927 legte sie ihre Gesellenprüfung als Weberin vor der Handwerkskammer in Dessau ab. Zur Vertiefung ihrer Fähigkeiten ging sie nach Krefeld und belegte einen dreimonatigen Kurs an der Färbereischule. Zurück in Dessau, gründete sie eine Färberei am Bauhaus und begann als Mitarbeiterin der Weberei von Gunta Stölzl mit der Entwicklung von Musterstoffen. Sie entwarf sogenannte Meterware für den industriellen Einsatz und war am Erstellen von Musterbüchern für Möbel- und Bekleidungsstoffe beteiligt. 1928 entwarf sie aus Baumwolle und Kunstseide das blassblaue Bauhaus-Kleid.
Im Jahr 1929 legte sie vor der Handwerkskammer Dessau die Webmeisterprüfung ab. Im März 1929 übernahm sie die Handwebereiklasse des Polytechnischen Zentralvereins in Würzburg. Sie strukturierte die Klasse nach dem Vorbild des Bauhauses um und verkaufte in den folgenden Jahren erfolgreich die Produkte der Werkstatt.
Im Jahr 1932 heiratete sie den Architekten Hans Volger, den sie im Bauhaus in Dessau kennengelernt hat. Volger war als Mitarbeiter von Walter Gropius am Bau der Meisterhäuser beteiligt. Nach der Hochzeit arbeitete er als freiberuflicher Architekt und studierte parallel in Karlsruhe Ingenieurwissenschaften. 1938 trat Hans Volger die Stelle als Stadtbaumeister in Krefeld an.
Lis Beyer-Volger gab ihre berufliche Tätigkeit in Würzburg auf und zog zu ihrem Mann nach Krefeld. Das Ehepaar bekam zwei Kinder (Alexander und Elisabeth). Während des Zweiten Weltkrieges widmete sich Beyer-Volger überwiegend dem Haushalt und der Kindererziehung und arbeitete nur noch sporadisch freiberuflich als Gobelinweberin. Nach dem Krieg lebte die Familie in einem von Hans Volger entworfenem Haus in Krefeld, in dem er auch für seine Frau ein Zimmer mit einem Webstuhl integriert hatte.
Nach der Pensionierung von Hans Volger zog das Ehepaar 1964 nach Bad Krozingen, wo Volger 1973 starb. Kurz nach dem Tod ihres Mannes erkrankte Lis Beyer-Volger und starb am 28. Oktober 1973 im Haus ihrer Tochter in Süchteln.
Die Arbeiten von Lis Beyer-Volger werden in zahlreichen Kunst- und Designmuseen, unter anderem im Bauhaus-Archiv Berlin, in den Kunstsammlungen in Weimar und im Museum of Modern Western Art in Sankt Petersburg gezeigt.